# Thomas Mann Baynes

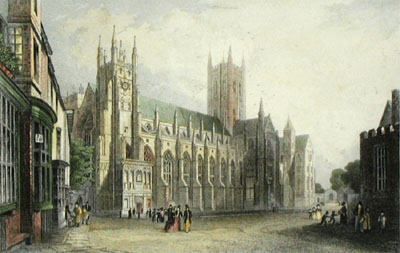
Catedral de Canterbury por Thomas Mann Baynes

Thomas Mann Baynes (1794-1876) fue un artista y litógrafo inglés. Es conocido por sus dibujos y acuarelas de paisajes, edificios y eventos al aire libre.

## Biografía
Nació en Londres y es probablemente el hijo de James Baynes, un destacado artista de la acuarela. Produjo paisajes de Liverpool e Irlanda, y parece haberse ganado la vida como impresor.

### Familiar
Fredrick Thomas Baynes (1824–1874), quien también fuera artista de acuarela, fue probablemente su hijo.

## Obras
Las obras de Thomas Mann Baynes incluyen:
- Vistas sobre el río Támesis en Londres.
- Vista del ferrocarril de Canterbury y Whitstable desde el otro lado del túnel, tomada el día de apertura, 3 de mayo de 1830.
- La Calzada del Gigante.

Muchos de sus temas fueron grabados y publicados, generalmente en Londres. Un notable panorama del río Támesis fue dibujado desde la naturaleza y grabado en piedra.